# Joanna Hoffman

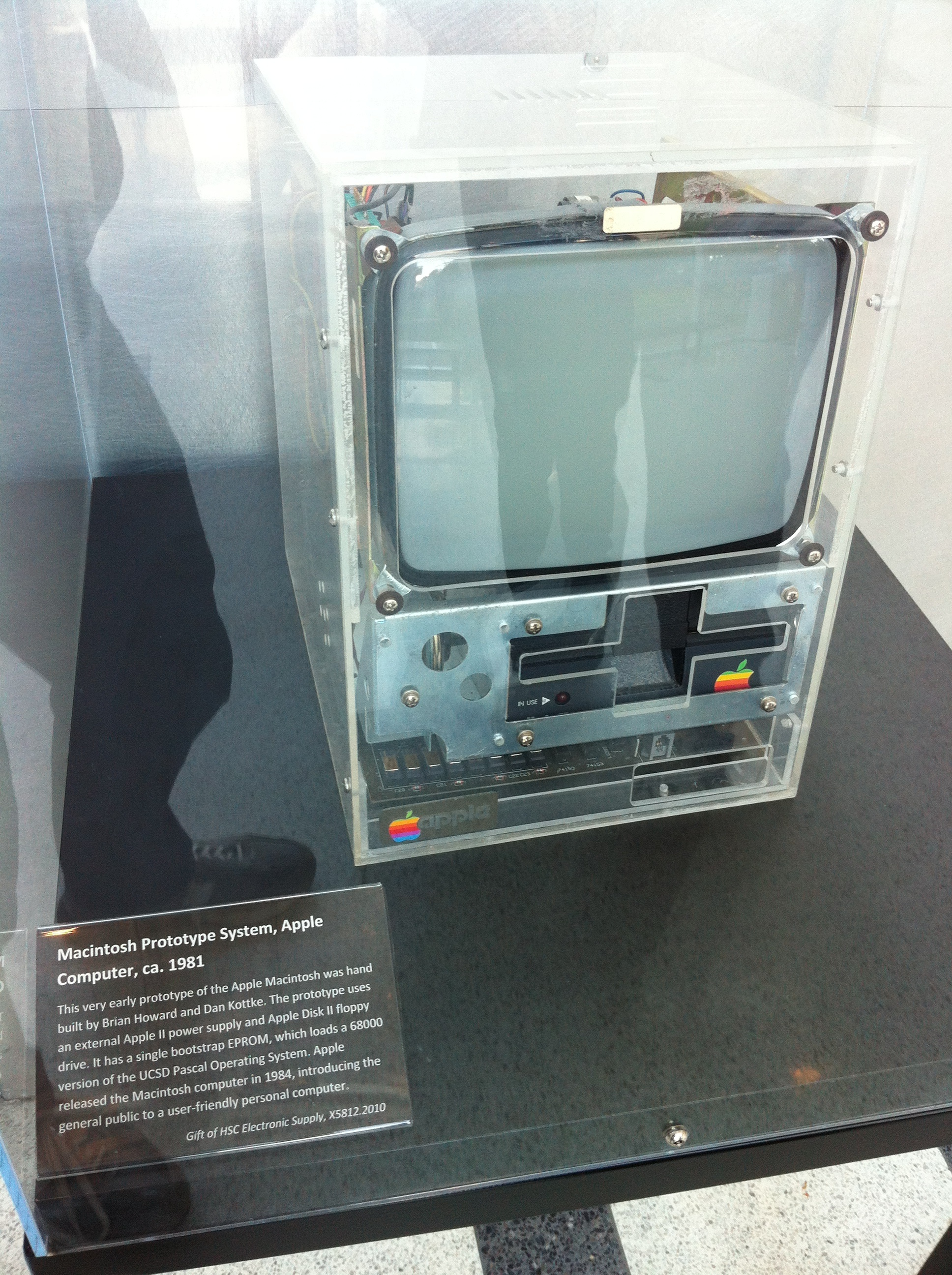
Wczesny prototyp pierwszego Macintosha (1981) – Computer History Museum

Joanna Hoffman (ur. 27 lipca 1955 w Polsce) – polsko-amerykańska specjalistka ds. marketingu, jedna z pierwszych pracownic grupy tworzącej Apple Macintosh, współodpowiedzialna za sukces przedsięwzięcia.

## Życiorys
W dzieciństwie wyemigrowała z matką do Stanów Zjednoczonych, gdzie ukończyła studia na Massachusetts Institute of Technology (fizyka i antropologia). Następnie rozpoczęła studia doktoranckie na University of Chicago, których nie dokończyła, bowiem w 1980 dołączyła, za namową Jefa Raskina, do zespołu tworzącego nowy komputer Apple. Była piątą osobą i jedyną kobietą w zespole. Była autorką założeń interfejsu użytkownika, a przede wszystkim jedyną osobą odpowiedzialną za marketing Macintosha w początkowym okresie, a następnie szefową działu marketingu tego komputera. Była jedną z niewielu osób, które potrafiły przeciwstawiać się apodyktycznemu Jobsowi. W 1985 r. po odejściu Jobsa z Apple’a również opuściła to przedsiębiorstwo i była jednym z pierwszych pracowników jego nowego przedsiębiorstwa NeXT.
W filmie Jobs w rolę Hoffman wcieliła się Abigail McConnell (rola epizodyczna), z kolei w nakręconym w 2015 filmie Danny’ego Boyle’a Steve Jobs postać Joanny Hoffman jest jedną z głównych ról, a wcieliła się w nią laureatka Oscara Kate Winslet.

## Życie prywatne
Jest córką polskiego reżysera żydowskiego pochodzenia Jerzego Hoffmana i jego pierwszej żony Ormianki – Marleny Nazarian.
Wyszła za mąż za Francuza Alaina Rossmana, również jednego z pierwszych pracowników przedsiębiorstwa, ma z nim dwoje dzieci.
W 2015 r. mieszkała w Dolinie Krzemowej.